# Grande Prêmio de San Marino
O Grande Prêmio (português brasileiro) ou Grande Prémio (português europeu) de San Marino ou de São Marinho foi disputado pela primeira vez em 1963 e depois em 1979, mas ambas as provas não tinha validade para o campeonato mundial. A partir de 1980, é oficializada e surge como Grande Prêmio da Itália e o local era em Ímola e não em Monza, que passava por reformas. Em 1981 passou a ser disputado regularmente todos os anos como Grande Prêmio de San Marino e fixado em Ímola.
Construído em 1953, o Autódromo Enzo e Dino Ferrari era o local onde era disputado o GP de San Marino. Este circuito foi projetado com o objetivo de ser extremamente veloz, dotado de uma série de curvas suaves ligadas a  algumas curvas mais acentuadas, denominadas Rivazza, Tosa, Piratella e Aqua Minerale.  
Em 1994 foi neste Grande Prêmio em que os pilotos Roland Ratzenberger e Ayrton Senna faleceram em dias consecutivos na mesma etapa da temporada de 1994 da Fórmula 1.
Desde 2007 que não faz mais parte do calendário da Fórmula 1. Apesar de receber o nome da República de San Marino, o circuito fica localizado na Itália, sendo mais especificamente na cidade de Ímola, localizada a 100 quilômetros de distância de San Marino.
Nos dias atuais, o mesmo circuito em que era disputado o GP de San Marino recebe agora o Grande Prêmio da Emilia-Romagna.

## Ganhadores do GP de San Marino

### Vencedores por ano
| Ano  | Piloto                | Construtor            | Local | Resumo   |
| ---- | --------------------- | --------------------- | ----- | -------- |
| 1981 | Nelson Piquet         | Brabham-Ford          | Ímola | Detalhes |
| 1982 | Didier Pironi         | Ferrari               | Ímola | Detalhes |
| 1983 | Patrick Tambay        | Ferrari               | Ímola | Detalhes |
| 1984 | Alain Prost           | McLaren-TAG*          | Ímola | Detalhes |
| 1985 | Elio de Angelis       | Team Lotus-Renault    | Ímola | Detalhes |
| 1986 | Alain Prost           | McLaren-TAG*          | Ímola | Detalhes |
| 1987 | Nigel Mansell         | Williams-Honda        | Ímola | Detalhes |
| 1988 | Ayrton Senna          | McLaren-Honda         | Ímola | Detalhes |
| 1989 | Ayrton Senna          | McLaren-Honda         | Ímola | Detalhes |
| 1990 | Riccardo Patrese      | Williams-Renault      | Ímola | Detalhes |
| 1991 | Ayrton Senna          | McLaren-Honda         | Ímola | Detalhes |
| 1992 | Nigel Mansell         | Williams-Renault      | Ímola | Detalhes |
| 1993 | Alain Prost           | Williams-Renault      | Ímola | Detalhes |
| 1994 | Michael Schumacher    | Benetton-Ford         | Ímola | Detalhes |
| 1995 | Damon Hill            | Williams-Renault      | Ímola | Detalhes |
| 1996 | Damon Hill            | Williams-Renault      | Ímola | Detalhes |
| 1997 | Heinz-Harald Frentzen | Williams-Renault      | Ímola | Detalhes |
| 1998 | David Coulthard       | McLaren-Mercedes-Benz | Ímola | Detalhes |
| 1999 | Michael Schumacher    | Ferrari               | Ímola | Detalhes |
| 2000 | Michael Schumacher    | Ferrari               | Ímola | Detalhes |
| 2001 | Ralf Schumacher       | Williams-BMW          | Ímola | Detalhes |
| 2002 | Michael Schumacher    | Ferrari               | Ímola | Detalhes |
| 2003 | Michael Schumacher    | Ferrari               | Ímola | Detalhes |
| 2004 | Michael Schumacher    | Ferrari               | Ímola | Detalhes |
| 2005 | Fernando Alonso       | Renault               | Ímola | Detalhes |
| 2006 | Michael Schumacher    | Ferrari               | Ímola | Detalhes |

Nota
* Motor Porsche rebatizado.

### Vitórias por piloto
| Total | Piloto                | Vitórias                                 |
| ----- | --------------------- | ---------------------------------------- |
| 7     | Michael Schumacher    | 1994, 1999, 2000, 2002, 2003, 2004, 2006 |
| 3     | Ayrton Senna          | 1988, 1989, 1991                         |
| 3     | Alain Prost           | 1984, 1986, 1993                         |
| 2     | Nigel Mansell         | 1987, 1992                               |
| 2     | Damon Hill            | 1995, 1996                               |
| 1     | Nelson Piquet         | 1981                                     |
| 1     | Didier Pironi         | 1982                                     |
| 1     | Patrick Tambay        | 1983                                     |
| 1     | Elio de Angelis       | 1985                                     |
| 1     | Riccardo Patrese      | 1990                                     |
| 1     | Heinz-Harald Frentzen | 1997                                     |
| 1     | David Coulthard       | 1998                                     |
| 1     | Ralf Schumacher       | 2001                                     |
| 1     | Fernando Alonso       | 2005                                     |

### Vitórias por equipe
| Total | Equipe     | Vitórias                                       |
| ----- | ---------- | ---------------------------------------------- |
| 8     | Williams   | 1987, 1990, 1992, 1993, 1995, 1996, 1997, 2001 |
| 8     | Ferrari    | 1982, 1983, 1999, 2000, 2002, 2003, 2004, 2006 |
| 6     | McLaren    | 1984, 1986, 1988, 1989, 1991, 1998             |
| 1     | Brabham    | 1981                                           |
| 1     | Team Lotus | 1985                                           |
| 1     | Benetton   | 1994                                           |
| 1     | Renault    | 2005                                           |

### Vitórias por país
| Total | País        | Vitórias                                             |
| ----- | ----------- | ---------------------------------------------------- |
| 9     | Alemanha    | 1994, 1997, 1999, 2000, 2001, 2002, 2003, 2004, 2006 |
| 5     | França      | 1982, 1983, 1984, 1986, 1993                         |
| 5     | Reino Unido | 1987, 1992, 1995, 1996, 1998                         |
| 4     | Brasil      | 1981, 1988, 1989, 1991                               |
| 2     | Itália      | 1985, 1990                                           |
| 1     | Espanha     | 2005                                                 |

↑1  Contabilizados somente os resultados válidos pelo Mundial de Fórmula 1

### Recordes de pista
|                       |                    |              |          |          |      |
| Imola                 | País/Piloto        | Chassi/Motor | Tempo    | Extensão | Ano  |
| Pole position         | Jenson Button      | BAR-Honda    | 1:19.753 | 4.933 km | 2004 |
| Melhor volta na prova | Michael Schumacher | Ferrari      | 1:20.411 | 4.933 km | 2004 |

## Informações gerais
FORMULA 1™ Gran Premio Foster's di San Marino (2005)